# Aulitiving Island
Aulitiving Island är en ö i Kanada.   Den ligger i territoriet Nunavut, i den östra delen av landet, 2 700 km norr om huvudstaden Ottawa. Arean är 78 kvadratkilometer.
Terrängen på Aulitiving Island är lite kuperad. Öns högsta punkt är 396 meter över havet. Den sträcker sig 11,5 kilometer i nord-sydlig riktning, och 17,3 kilometer i öst-västlig riktning.
Trakten runt Aulitiving Island består i huvudsak av gräsmarker. Trakten runt Aulitiving Island är nära nog obefolkad, med mindre än två invånare per kvadratkilometer.